# エジプト中央銀行
エジプト中央銀行（エジプトちゅうおうぎんこう、英語: Central Bank of Egypt、アラビア語: البنك المركزي المصري）は、エジプト・アラブ共和国の中央銀行である。職能は金融部門の監督と管理、およびライセンスの発行を担っている。総裁は2022年8月よりハサン・アブドゥッラーが務める。